# Vlag van Vendsyssel

Onofficiële vlag van Vendsyssel

De vlag van Vendsyssel is de onofficiële vlag van de Deense streek Vendsyssel.
De vlag is blauw met een groen Scandinavisch kruis met gele randen. In de oorspronkelijke versie stond er een Deense vlag in het midden - ze wilden de rode en witte kleuren van het moederland immers niet helemaal verwerpen. De groene kleur symboliseert de weelderigheid van het land. De geel/oranje kleur staat voor de zon en strand, en het blauw voor de zee. Alleen mensen die in Vendsyssel geboren zijn, mogen deze vlag voeren.
De vlag is in sinds 1976 in gebruik, en staat ook wel bekend onder de naam Vendelbrog, als verwijzing naar de Deense vlag die ook wel Dannebrog genoemd wordt. Het werd ontworpen door Mogens Bohøj en geïntroduceerd door P.S. Poulsen (burgemeester van Hjørring).